# Yello
Yello (рус. Йелло) — швейцарская электро-поп-группа из Цюриха (Швейцария), основанная в 1978 году Борисом Бланком, Дитером Майером и Карлосом Пероном.

## История
История коллектива началась в 1967 году, когда Борис Бланк стал записывать свои первые музыкальные опусы на магнитофон. Из-за отсутствия музыкальных инструментов он начал использовать кухонную утварь: деревянные подставки, хрустальные бокалы, ключи и ножи. Свои нестандартные находки он долгое время пытался опробовать в различных музыкальных группах, но без особого успеха.
Переломной стала для Бориса встреча со звукорежиссёром и музыкантом Карлосом Пероном. С ним Бланк смог наконец-то создать свою первую профессиональную студию. В 1978 году они отправились в путешествие в Сан-Франциско, чтобы познакомиться со своими кумирами — авангардной группой The Residents.
Вернувшись в Швейцарию, Бланк и Перон вскоре встретились с человеком, который позже стал членом Yello. Это был Дитер Майер, сын богатого отца, с богатой биографией: брак с наследницей пышного аристократического титула, побег из семейного замка с намерением стать деятелем искусства, работа в качестве журналиста, автора детских книг и режиссёра экспериментальных фильмов, членство в сборной команде Швейцарии по гольфу.
Дитер легко вписался в группу, и в 1979 году проект приобрел законченность. Дебютный альбом записывался на американском лейбле Ralph, владельцами которой были музыканты из "The Residents". На этом альбоме появились танцевальные композиции с сочной ритмикой («Night Flanger», «Eternal Legs», «Bostich»). Альбом содержал изрядную долю юмора как, например, в композициях «Downtown Samba» и «Coast to Polka». Инструментовки находились где-то между современной академической музыкой и влияниями Pink Floyd, Tangerine Dream, Жана-Мишеля Жарра.
Вышедший через год второй диск в сравнении с первым обладал большей строгостью в аранжировке. Уже первые альбомы группы оказались превосходными образцами семплерной технологии, представляющими сказочное царство звуков. Критики также обратили внимание, что тексты Yello населены самыми диковинными персонажами — коварными обольстительницами, коммивояжёрами, рекламирующими несусветные вещи, агентами тайной полиции и автогонщиками, крутящими на стуле воображаемую баранку. Покорение мира швейцарцами началось с выпуска пластинки «You Gotta Say Yes To Another Excess». Альбом понравился как публике, так и критикам, а композиции «I Love You» и «Lost Again» стали хитами. Соединение игры слов в дадаистских текстах с элементами современной электронной музыки создавало определенную атмосферу и способствовало появлению армии поклонников. Перед работой над альбомом «Stella» (в начале 1983 года), из команды ушёл, не выдержав диктатуры Бланка, Карлос Перон. Но его уход мало что изменил в работе ансамбля, который уже обладал студией с самой современной техникой. За звукорежиссуру и сочинение мелодий песен с тех пор отвечает Борис, за тексты  — Дитер. Майер также является основным вокалистом группы, а также её продюсером и менеджером. Для записи «Stella» дуэт впервые пригласил в студию музыкантов сопровождения с классическими инструментами.
Альбом обладал необыкновенной изысканностью и был гораздо живее и энергичнее, чем предшественники. Большая заслуга в этом гитариста Чико Хабласа, сотрудничавшего с дуэтом и в более поздние времена, а также перкуссиониста Бита Эша. Эпические протяженные композиции группы, выполненные совершенно без дискотечной стерильности, свидетельствовали об умении музыкантов манипулировать самыми разнообразными влияниями. Впервые в музыке Yello на «Стелле» можно было услышать эксперименты с женским вокалом.
За сборником перемикшированных вещей 1980—1985 годов после периода расслабления последовал альбом «One Second», записанный при участии Ширли Бэсси и бывшего вокалиста английской группы Associates Билли Маккензи. Этот лонгплей многими критиками считается лучшим в творчестве ансамбля. Концептуально он стал и основой для следующих пластинок. Альбом «Flag» с одной стороны, ознаменовал возвращение дуэта к своим звуковым корням, с другой — вновь вывел его в хит-парады, на этот раз с песней «The Race». Музыканты не замкнулись в рамках своего стиля и ухитрились, тем не менее, уловить малейшие изменения моды в современной музыке. Уже в первой вещи диска «Tied Up» группа демонстрировала замечательный искрометный саунд, используя сантаноподобную гитару и интересные бонги. Романтические вокальные настроения, которыми проникнуты некоторые вещи, сменялись виртуозными клавишными, к которым добавились голоса донских казаков на фоне балалайки. В этих интересных экспериментах русская народная музыка прекрасно уживалась с африканскими мелодиями.
В 1990 году группа прикладывает руку к написанию музыки для фильма «Монашки в бегах».
В альбомах Yello 90-х годов — «Baby», «Zebra», «Pocket Universe», «Motion Picture», порой ощущалось, что музыканты испытывают трудности с поиском новых звуков и красок. В «Hands on Yello» вошли ремиксы известных и молодых музыкантов на популярные хиты Yello, а в «Eccentrix Remixes» Борис и Дитер собрали собственный сборник ремиксов на собственные композиции.
В 1995 году компания «Manga Entertainment» перевела на английский язык полнометражный анимационный фильм «Космические приключения Кобры», выпущенный в Японии в 1982 году, и являвшийся адаптацией одноименной манги Буити Тэрасавы. Yello написали саундтрек для переведенной версии фильма. В него вошли песни «Drive/Driven», «Daily Disco», «Rubberbandman», «Do It», «Of Course I’m Lying», «Suite 909», «How How», «Night Train», «Fat Cry», «Hawaiian Chance», «Sweet Thunder», «Poom Shanka», «Blue Green», а также «Dr. Van Steiner». В дополнение к этим композициям, они написали новые специально для фильма. Позже этот материал был использован повторно, и стал песней «Beyond Mirrors» из альбома 1997 «Pocket Universe».
В 2007 году вышел мини-альбом под названием «Progress and Perfection». Официально выпущен не был. Альбом является саундтреком к презентации новой модели автомобиля Audi А5 и издан ограниченным тиражом специально для раздач на презентациях (всего 350 копий). Два трека содержат вокал, остальные — инструментальные.
По сути, почти все композиции с «Progress and Perfection» встречаются на альбоме Yello, который называется Touch Yello и вышел двумя годами позже, в 2009 году. Данный альбом имеет две версии: обычную и Limited Edition с бонусными треками и DVD. На DVD имеется запись виртуального концерта («The Virtual Concert»), презентация которого состоялась в Берлине 1 октября 2009 года. Помимо Бориса Бланка и Дитера Майера, в записи альбома принимали участие Хайди Хэппи (Heidi Happy), Тиль Брённер (Till Brönner), Дороти Оберлингер (Dorothee Oberlinger), Бит Эш (Beat Ash) и др.
30 сентября 2016 года вышел очередной, 13-й альбом, «Toy». Помимо того, 28 октября был проведён живой концерт группы.

## Дискография
- 1980 — Solid Pleasure
- 1981 — Claro Que Si[англ.][3]
- 1983 — You Gotta Say Yes to Another Excess
- 1983 — Live at the Roxy (концертный мини)
- 1985 — Stella
- 1986 — 1980—1985 The New Mix in One Go (ремиксы)
- 1987 — One Second[англ.]
- 1988 — Flag[англ.]
- 1991 — Baby
- 1992 — Essential Yello (сборник)
- 1994 — Zebra
- 1995 — Essential Christmas (сборник)
- 1995 — Hands On Yello (ремиксы других исполнителей)
- 1997 — Pocket Universe[англ.]
- 1999 — Eccentrix Remixes
- 1999 — Motion Picture
- 2003 — The Eye
- 2005 — Yello Remaster Series (Box Set 6xCD)
- 2007 — Progress and Perfection
- 2009 — Touch Yello
- 2010 — By Yello (The Anthology Set)
- 2012 — The Key To Perfection
- 2016 — Toy
- 2020 — Point[4]